# Cucina somala

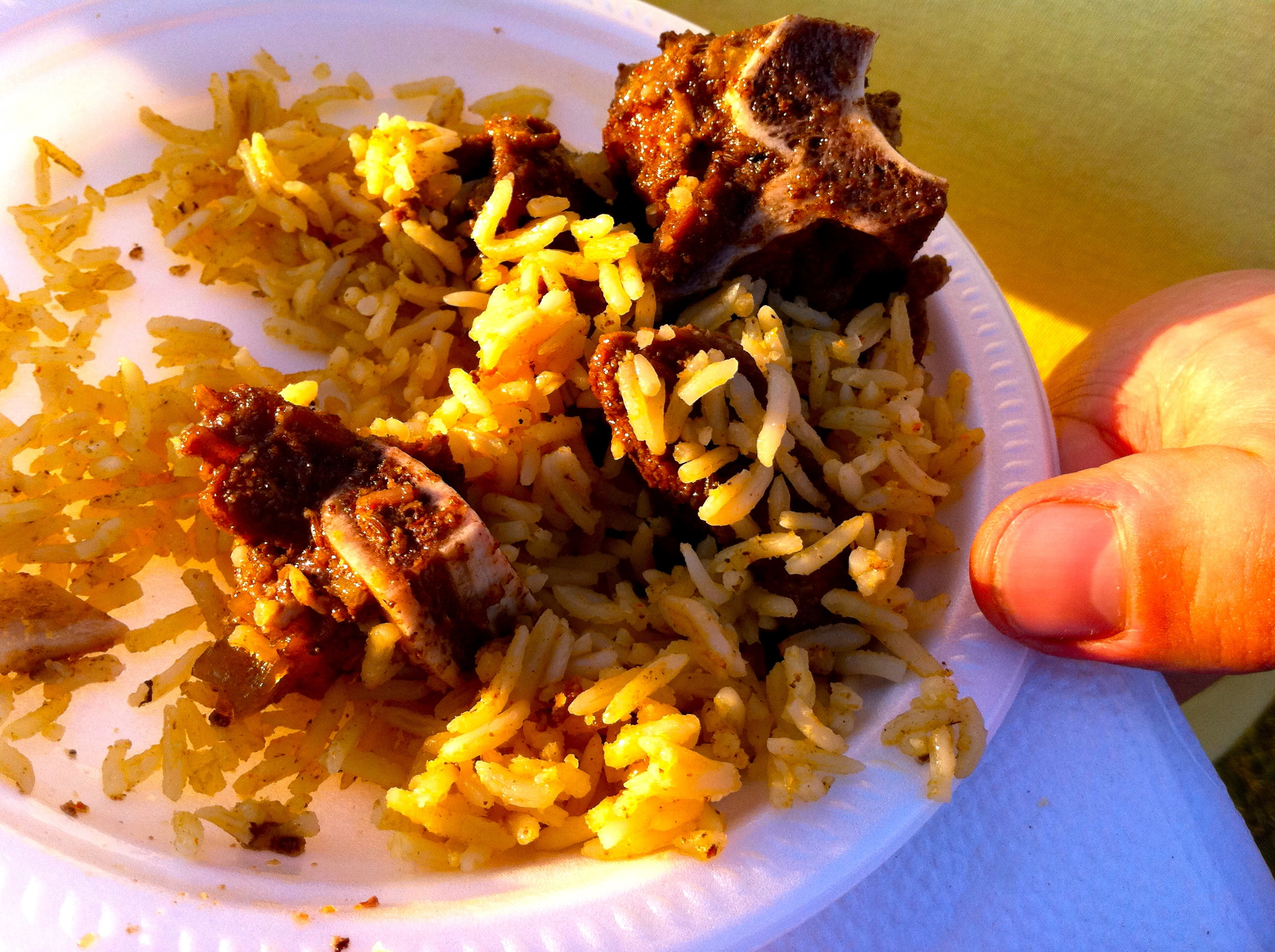
Piatto tipico: riso e carne di cammello

La cucina somala comprende i cibi e le abitudini culinarie della Somalia. Le tradizioni gastronomiche variano da una zona all'altra del Paese e, più in generale, in Somalia è significativa l'influenza di altre cucine nazionali, tra cui quella etiope, quella yemenita, la cucina persiana, quella italiana, quella turca e quella indiana. Il consumo di carne di suino e di bevande alcoliche è vietato dalla Shari'a, ossia la legge tradizionale islamica.

## Pasti

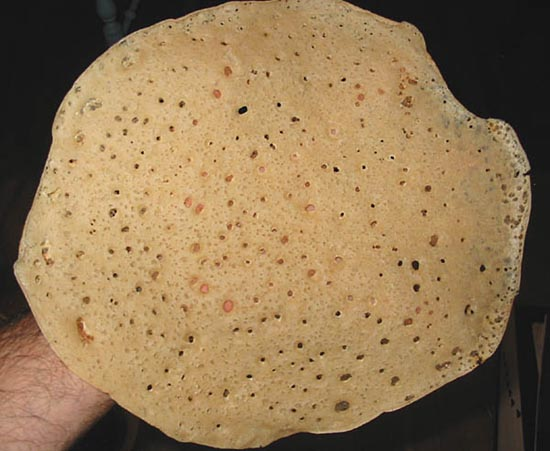
Canjeero somalo

La colazione somala è detta quraac e rappresenta un pasto molto importante; essa consiste spesso in un particolare tè, chiamato shaah, accompagnato da una galletta di pane che prende il nome di canjeero; quest'ultima (che in ambiente domestico viene spesso consumata in una sua versione più zuccherina e grassa, chiamata malawax) è simile all'enjera, molto diffusa in Etiopia e in Eritrea, pur essendo più piccola e di consistenza più morbida. Il canjeero può essere consumato in diversi modi, venendo talvolta accompagnato da un burro chiarificato (detto subag) tipico dei Paesi musulmani dell'Africa orientale e dallo zucchero. Per i bambini, il canjeero può venire mescolato al tè e ad un pastoso olio di sesamo, chiamato macsaaro. Il canjeero può inoltre essere consumato insieme a fegato di bue, carne di capra (ari hilib) o carne di cammello (bollita nel burro chiarificato), carne essiccata o carne bovina bollita fino a creare una zuppa, il suqaar. Nella capitale Mogadiscio, in particolare, è popolare la polenta, chiamata mishaari o boorash. In Somalia settentrionale è largamente consumato il pane (rooti).
Il pranzo (qado) consiste spesso in un piatto di riso insaporito con cumino, cardamomo, chiodi di garofano e salvia. Nelle aree meridionali della Somalia è popolare una pietanza a base di riso, legumi e talvolta carne; questo piatto è chiamato iskudhexkaris; numerosi sono i condimenti a base di ragù (maraq). A Mogadiscio, gli spiedini di carne (busteeki) e il pesce (kaluun) sono molto apprezzati. È popolare anche il soor, una semola di mais. Contrariamente ai kenioti, che consumano questa semola sotto forma di ugali, la popolazione somala consuma il soor dopo averlo amalgamato con latte fresco, burro e zucchero o con una salsa di ragù. Esiste inoltre il sabaayad, variante somala del chapati indiano; dal sapore dolce, spesso cotto con un filo d'olio, è generalmente accompagnato da ragù o da carne di vario tipo. I pâté, chiamati baasto, sono popolari e in genere serviti con una banana o con una salsa molto più grassa delle salse pâté comunemente utilizzate nella cucina europea.
Per cena, in Somalia è piuttosto diffuso un piatto chiamato cambuulo, costituito da fagioli (azuki) ben cotti e amalgamati con burro e zucchero. Questi legumi talvolta vengono cotti anche per cinque ore di fila, a fuoco lento. Nel 1988, il giornale somalo Xiddigta Oktoober svolse un'indagine dalla quale emerse che il piatto più frequentemente consumato dai residenti di Mogadiscio come pietanza principale della giornata era proprio il cambuulo; si trattò di una scoperta sorprendente, essendo il cambuulo sempre stato considerato un piatto consumato in via quasi esclusiva dalle classi sociali più basse della popolazione.
Le bevande più apprezzate in Somalia sono il succo di pomelo (balbeelmo), il tamarindo (raqey) e la limonata (isbarmuunto). Nella città di Hargeisa, situata nel nord del Paese, le due bibite più consumate sono la limonata (fiimto) e il succo di mela (tufaax); a Mogadiscio, invece, sono molto diffuse le bevande a base di mango (cambe), di guava (seytuun) e il lassi (laas); quest'ultimo, di origine indiana, è a base di latte fermentato (yogurt).